# Филиппов, Анатолий Иванович
Анатолий Иванович Филиппов — советский хозяйственный, государственный и политический деятель.

## Биография
Родился в 1919 году в деревне Усердино. Член КПСС.
Окончил Московский машиностроительный институт.
До 1957 — инженер-технолог Украино-Азовского рыбного треста, директор рыбозавода в Краснодарском крае, заместитель начальника управления Министерства рыбного хозяйства СССР.
В 1957—1959 — заместитель начальника Мурманского тралового флота.
В 1959—1961 — начальник Мурманского тралового флота.
В 1961—1962 — начальник управления рыбной промышленности Мурманского совнархоза.
В 1962—1975 — начальник управления «Севрыба».
В 1975—1980 — начальник ВПО «Сетеснасть» Министерства рыбного хозяйства СССР.
Делегат XXII, XXIII и XXIV съездов КПСС.
Умер в 1996 году в Москве.

## Награды
- Орден Ленина (1963)
- Орден Трудового Красного Знамени (25.08.1971)